# Retromedia
Retromedia és el fenomen que dona lloc a la persistència i retorn d'antigues tecnologies.

## Causes

### Nostàlgia
La nostàlgia és la causa més acceptada. En aquest sentit podem entendre-la com el sentiment de pèrdua d'un espai o temps, referents i valors perduts, pèrdua de la llibertat individual i de l'autonomia i finalment, pèrdua de la simplicitat.
Dita nostàlgia, produeix el desig d'escapar del món modern fins a un altre temps i espai idealitzat per la memòria, i per tant, més atractiu. Els consumidors tendeixen a recordar experiències que els ajuden a escapar de la rutina i de la realitat i imaginar que viuen en un món diferent. La major part dels records positius del passat són hedonistes per naturalesa, sent una de les altres causes l'evasió del present.
Els objectes retro a més, representen autenticitat i estabilitat atribut que és molt apreciat pels consumidors. És a dir, les marques clàssiques ens retrotreuen a un temps en què el món semblava més comprensible i menys comercial. L'estil vintage combina la recerca de l'autenticitat amb un nostàlgic anhel de la llar.
Les tecnologies antigues ens transporten a un temps passat en què el món semblava més segur. Moltes persones mostren incertesa cap al futur i es veuen desbordats pel ritme a què van sorgint innovacions. Per tant, l'adquisició de productes retro els proporciona certa seguretat. També, podem pensar que aquestes referències al passat poden ser un indicador de manca de perspectives per al futur, d'una crisi social i cultural, d'una incapacitat per planificar el futur sense mirar enrere. La inseguretat existencial i social és un dels motius pels quals els consumidors prefereixen els productes nostàlgics.

### Sentiment de pertànyer a un grup
Pel que fa als joves, segons l'estudi realitzat les marques retro ajuden els joves en la recerca d'un sentiment de pertinença a una cultura. Aquest sentiment pot tenir diverses modalitats en funció de la naturalesa d'aquest grup:
1. Els productes retro poden actuar com a autèntics objectes que reflecteixen una continuïtat respecte a les generacions anteriors, convertint-se el consumidor en una baula més de la cadena. Els joves associen certes marques a la vida familiar, i el seu consum genera un fort vincle amb els seus pares i avis. Tot i que els consumidors joves no solen conèixer la versió original de les seves marques retro preferides, l'adquireixen a través de la memòria col·lectiva.
2. El jove necessita sentir-se part d'un grup format per altres individus joves, de la seva mateixa generació, és a dir, en aquest cas el sentiment de pertinença a un grup està íntimament relacionat amb la recerca de acceptació social. Les marques retro tenen un gran potencial diferenciador, ja que no pertanyen a una cultura de masses, sinó de grups reduïts. Així doncs, el jove que consumeix productes retro està manifestant la seva autonomia i independència, i d'aquesta manera aconsegueix acceptació entre els seus companys, ja que és vist com un heroi inconformista que no està abocat al consumisme més convencional.[7]

En el cas de majors, la cultura i la seva presència a la societat tenen un paper important a l'influir en les decisions dels col·leccionistes i poden determinar quins objectes guarden major significat que altres, amb l'objectiu de consumidor d'autoafirmació de la seva cultura, i dels valors, símbols, creences i patrimoni que s'associen a ella, així com de diferenciar d'altres grups socials. Normalment, això passa amb més intensitat com més gran és l'edat de consumidor, ja que els grans han estat menys exposats a cultures estrangeres al llarg de la seva vida, han crescut en un món menys globalitzat que els joves. Els individus senten orgull del seu país i ho expressen mitjançant el consum, ja que hi ha marques icòniques de cada país que fins i tot ocupen un lloc important en la seva història.
D'altra banda, el col·leccionisme d'objectes antics pot representar una exhibició de la riquesa per indicar l'estatus i el prestigi dins d'una comunitat. Gastar diners en béns no essencials per indicar que es té èxit no és un fenomen nou, especialment en el món occidental, els habitants s'organitzen com una societat materialista que anima el consum i la compra de béns. En aquest cas, es busca afirmar el sentiment de pertinença a un cert estatus social.

### Popularitat del producte
L'herència de marca, posicionament d'una marca en la ment de les persones que conformen una societat, té una relació directa amb la intenció de compra. Perquè un producte comercial del passat torni a posar-se de moda, no només hi ha d'haver experimentat una vida útil prou longeva com perquè pugui ser recordat, sinó que a més ha de gaudir d'una elevada popularitat, com és el cas de marques pioneres en el camp tecnològic que perduren en l'actualitat.